# Халили, Имад
Има́д Халили́ (швед. Imad Khalili; род. 3 апреля 1987, Дубай) — бывший шведский футболист палестинского происхождения, нападающий, известный по выступлениям за клуб «Норрчёпинг».
Халили родился в Дубае в семье палестинских беженцев, ещё в молодом возрасте он переехал в Швецию. Двоюродные братья Имада Абдул Халили и Мустафа Зейдан также профессиональные футболисты.

## Клубная карьера
Халили начал карьеру в клубе «Хельсингборг». В 2005 году он дебютировал в Алсвенскан лиге. В 2006 году Имад на правах аренды перешёл в датский «Раннерс». 10 сентября в матче против «Вайле» он дебютировал в датской Суперлиге. В 2007 году Халили был арендован «Банкефло». По окончании аренды игрок вернулся в «Хельсингборг». В 2008 году Халили подписал контракт с «Норрчёпинг». 30 марта в матче против «Юргордена» он дебютировал за новый клуб. 11 мая в поединке против «Юнгшиле» Имад забил свой первый гол за «Норшелланн». Вместе с клубом он вылетел в Суперэттан, а затем помог команде вернуться обратно в элиту. В 2013 году Халили вернулся в «Хельсингборг», где по окончании сезона стал лучшим бомбардиром чемпионата. В 2014 году Имад на правах аренды выступал за саудовский «Аш-Шабаб».
Летом 2014 года Халили перешёл в китайский «Шанхай Порт». 19 июля в матче против «Тяньцзинь Цзиньмэнь Тайгер» он дебютировал в китайской Суперлиге. 30 июля в поединке против «Шанхай Шэньсинь» Имад забил свой первый гол за «Шанхай Порт». В 2015 году Халили недолго выступал за арабский «Бани Яс».
В 2015 году футболист вернулся в Швецию, где подписал соглашение на четыре с половиной года с «Хаммарбю». 27 июля в матче против «Норрчёпинга» он дебютировал за новую команду. 2 октября в поединке против «Отвидаберга» Имад забил свой первый гол за «Хаммарбю». В 2017 году Халили на правах аренды перешёл в «Броммапойкарна» и по окончании аренды помог команде вернуться в элиту. В 2021 году Имад помог команде завоевать Кубок Швеции. В том же году Халили завершил карьеру футболиста.

## Тренерская карьера
В 2021 году по окончании карьеры игрока Халили остался в клубе Хаммарбю в должности ассистента главного тренера. В 2023 году он тренировал дублирующий состав команды. В том же году Халили перешёл в арабский Аль-Васл, где занял должность ассистента.

## Достижения
Клубные
 «Хаммарбю»
- Обладатель Кубка Швеции (1): 2000/01

Индивидуальные
- Лучший бомбардир Аллсвенскан лиги (15 мячей): 2013